# Ken Yorii
Ken Yorii (寄井 憲 Yorii Ken?), född 26 april 1984 i Hiroshima prefektur, är en japansk före detta fotbollsspelare.
Yorii började sin karriär 2007 i Ventforet Kofu. 2009 flyttade han till Matsumoto Yamaga FC. Han avslutade karriären 2009.